# Paspalum proximum
Paspalum proximum är en gräsart som beskrevs av Carl Christian Mez. Paspalum proximum ingår i släktet tvillinghirser, och familjen gräs. Inga underarter finns listade i Catalogue of Life.